# Maselspoort
Maselspoort este un oraș din Africa de Sud.